# ماك فليكنو
ماك فليكنو (بالإنجليزية: Mac Flecknoe)‏ (العنوان الكامل: Mac Flecknoe; or, A satyr upon the True-Blew-Protestant Poet, T.S.) هو شعر هجاء من النوع الحماسي المضحك كتبه جون درايدن. تمثل القصيدة هجوم مباشر على توماس شادويل، وهو شاعر بارز في ذلك الوقت. تبدأ القصيدة في أول أبياتها:

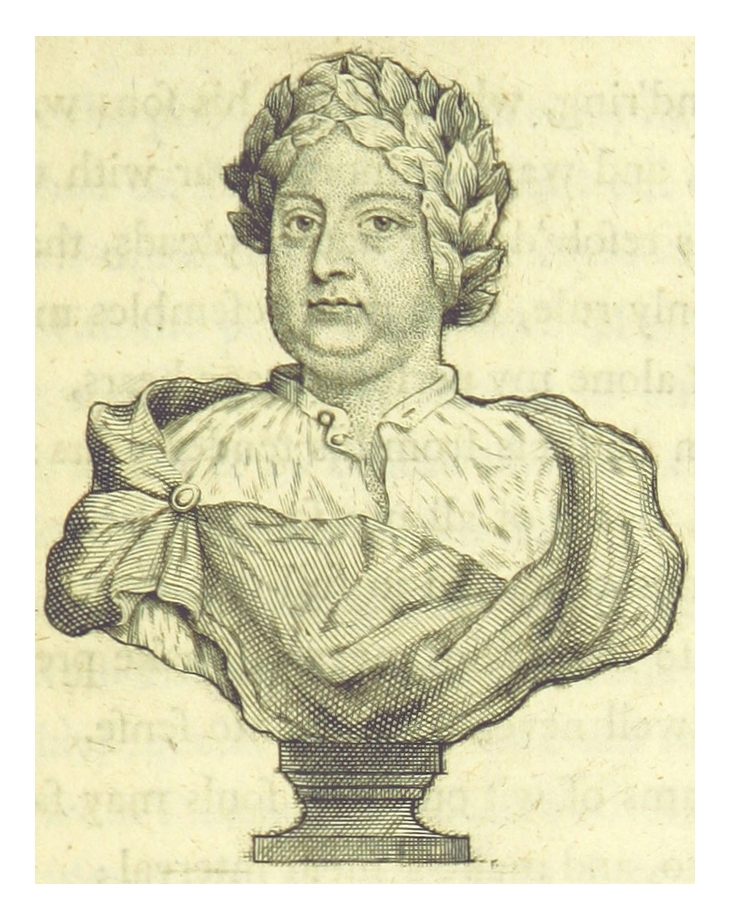
تمثال نصفي لماك فليكنو من طبعة القرن الثامن عشر من قصائد درايدن.

كل الأشياء البشرية عرضة للتدهور،
وعندما يستدعي القدر، يجب أن يطيع الملوك
تم كتابة "Mac Flecknoe" حول عام 1678، ولكن لم يتم نشرها حتى عام 1682، وهو نتيجة لسلسلة من الخلافات بين توماس شادويل ودرايدن. ازدهرت شجارهم من الخلافات التالية: 1) تقديراتهم المختلفة لعبقرية بن جونسون، 2) تفضيل درايدن على كوميديا الطرافة وحضور البديهة، أما شادويل هو كبير تلاميذ جونسون، فضل لكوميديا الفكاهة، 3) خلاف حاد حول الغرض الحقيقي من الكوميديا، 4) خلاف حول قيمة المسرحيات القافية، 5) والسرقة الأدبية". شادويل يتخيل نفسه وريثًا لبن جونسون. من المؤكد أن شعر شادويل لم يكن بنفس مستوى شعر جونسون، ومن المحتمل أن دريدن كان يرتدي حجة شادويل بأن درايدن قلل من قيمة جونسون. تم فصل شادويل ودرايدن ليس فقط لأسباب أدبية ولكن أيضا لأسباب سياسية حيث كان شادويل من حزب الأحرار البريطاني، في حين أن درايدن كان مؤيدًا صريحًا لملكية ستيوارت.
تُصور القصيدة شادويل على أنه وريث مملكة مملة، وهو يمثله ارتباطه بريتشارد فليكنو، وهو شاعر سابق هاجئه بالفعل أندرو مارفل، على الرغم من أن الشاعر لا يستخدم تقنيات التقليل من شأنه. إن التلميحات المتعددة في الأعمال الساخرة إلى الأعمال الأدبية في القرن السابع عشر، والأدب اليوناني والروماني الكلاسيكي، تدل على مقاربة درايدن المعقدة وإتقانه للأسلوب البطولي.
تبدأ القصيدة بلهجة ملحمية، وتقدم سمة شادويل المميزة على أنها شخصية فارغة، تمامًا مثل كل بطل ملحمي له خاصية مميزة: خاصية أوديسيوس المكر؛ آخيل هو الغضب. خاصية بطل ملحمة ملكة الجن لسبنسر هي القداسة؛ بينما الشيطان في الفردوس المفقود لديه السمة المميزة وهي الفخر. وهكذا، فإن درايدن يفسد موضوع السمة المميزة من خلال إعطاء شادويل خاصية سلبية كفضيلة له. يستخدم درايدن البطولية الصورية من خلال استخدامه للغة المشهورة من الملحمة لعلاج الموضوعات التافهة مثل الشعر المكتوب بشكل سيء والقابل للرفض إلى حد كبير. يوفر تزاوج الطراز الرفيع مع أسماء غير متوقعة مثل «البلهاء» تباينًا مثيرًا للسخرية ويجعل النقطة الساخرة من خلال التباين الواضح. في هذا، أنه يعمل على المستوى اللفظي، مع اللغة التي يحملها الإيقاع والقافية مقنعة.

## وصلات خارجية
- نص من مؤسسة الشعر.